# Аталая-дель-Каньявате
Аталая-дель-Каньявате (ісп. Atalaya del Cañavate) — муніципалітет в Іспанії, у складі автономної спільноти Кастилія-Ла-Манча, у провінції Куенка. Населення — 115 осіб (2010).
Муніципалітет розташований на відстані близько 160 км на південний схід від Мадрида, 65 км на південь від Куенки.

## Демографія
Динаміка населення (INE ):